# 3556 Lixiaohua
3556 Lixiaohua este un asteroid din centura principală, descoperit pe 30 octombrie 1964 de Observatorul Zijinshan.